# おまんこマーク
おまんこマーク（英語: vulva symbol）とは、女性器の外陰部（通称まんこ）を模した記号である。二重丸（◎）とその中心を縦断する縦線（｜）、および陰毛を表す円の外側の放射状の短い線で構成される。まんこマークやおめこマークとも呼ばれる。

## 概要

おまんこマーク

おまんこマークは、主に日本で用いられる記号。落書きに用いられるケースもある。

## 関連する事象
書体デザイナーの佐藤豊が、1984年の第8回石井賞創作タイプフェイスコンテストで佳作を受賞した絵文字を約物として絵文字を使用することを提案したフォントの記号の中におまんこマークが含まれている。
タモリが出産予定芸能人たちにこのマークを「安産祈願」として渡していた（タモリ#安産祈願も参照）。

## 日本以外での類似の記号
チェコスロバキアでは女性器の外陰部を模した記号としてPíčaの記号が使用される。これはダイヤマークの中に縦棒を記した記号であり、おまんこマークと同様に外陰部を図式化した記号である。主に日本と同様に黒板などへの落書きなどで用いられる。